# Rivière à l'Île
Pour les articles homonymes, voir Île (homonymie).
La rivière à l'Île est un affluent de la rive ouest de la rivière Montmorency, coulant dans la région administrative de la Capitale-Nationale, dans la province de Québec, au Canada. Cette rivière traverse successivement les municipalités régionales de comté (MRC) de :
- La Côte-de-Beaupré : municipalité de Château-Richer ;
- La Jacques-Cartier : la municipalité des cantons unis de Stoneham-et-Tewkesbury et la ville de Sainte-Brigitte-de-Laval et Lac-Jacques-Cartier[2].

Cette vallée est desservie surtout par la rue Saint-Louis qui remonte de côté est de ce cours d'eau et par la rue Labranche qui remonte en partie le côté ouest. La sylviculture constitue la principale activité économique de cette vallée ; les activités récréotouristiques, en second.
À cause de son altitude, la surface de la partie supérieure de la rivière à l'Île est généralement gelée de la fin novembre jusqu'au début d'avril ; toutefois la circulation sécuritaire sur la glace se fait généralement de la mi-décembre à la fin de mars. La partie inférieure du cours de la rivière affiche une période de gel d'environ une semaine de moins que la partie supérieure. Le niveau de l'eau de la rivière varie selon les saisons et les précipitations ; la crue printanière survient en mars ou avril.

## Géographie
La rivière à l'Île prend sa source d'un lac de la Dame Deux (longueur : 0,5 km en forme d'amende ; altitude : 698 m) situé dans la partie centre-nord de Château-Richer. Ce lac reçoit par sa rive nord un ruisseau (venant du nord-est). Au cours des années 1920, les draveurs acheminaient en hiver le bois coupé en billes sur ce lac afin de le faire dériver au printemps par le courant de cette rivière jusqu'à la rivière Montmorency.
L'embouchure du lac de la Dame Deux est située à :
- 2,5 km au sud-est de la Tour-du-Nord (altitude : 1 009 m) qui servait aux gardes-feux ;
- 6,0 km à l'ouest du cours de la rivière Montmorency ;
- 13,3 km au nord-ouest de l'embouchure de la rivière à l'Île et de la rivière Montmorency ;
- 6,8 km à l'est de la route 175, reliant la ville de Québec à la ville de Saguenay ;
- 22,1 km au nord-ouest de la rive nord-ouest du fleuve Saint-Laurent.

À partir de l'embouchure du lac de tête, la rivière à l'Île descend sur 16,7 km, avec une dénivellation de 460 m selon les segments suivants :
- 2,0 km vers le sud dans une vallée encaissée en traversant trois séries de rapides et en passant entre deux montagnes, jusqu'au ruisseau Fiset (venant du nord-ouest) ;
- 3,8 km vers le sud dans une vallée encaissée entre les montagnes en traversant plusieurs séries de rapides, jusqu'au bras Ouest de la Rivière à l'Île (venant de l'ouest) ;
- 0,7 km vers le sud-est jusqu'à la décharge du lac Thibeault (venant du nord-est) ;
- 5,3 km vers le sud en formant sur un segment la limite entre Stoneham-et-Tewkesbury et Sainte-Brigitte-de-Laval, courbant à nouveau vers le sud-est pour contourner une île ayant une longueur de 1,6 km, jusqu'à un pont routier de la rue Pascal ;
- 4,9 km vers le sud-est en traversant le village de Sainte-Brigitte-de-Laval[3].

L'embouchure de cette rivière se trouve à environ 2,5 km au nord-est du centre de Sainte-Brigitte-de-Laval, ville localisée à une vingtaine de kilomètres au nord-est de Québec. À partir de la confluence de la rivière à l'Île, le courant coule sur 22,4 km généralement vers le sud par le cours de la rivière Montmorency, jusqu'à la rive nord-ouest du fleuve Saint-Laurent.

## Toponymie
Le cours principal de cette rivière était jadis désigné rivière Saint-Adolphe. Tandis que le segment supérieur était désigné rivière Saint-Adolphe Nord-Est (soit le segment situé entre le lac de la Dame Deux et le bras Ouest de la Rivière à l'Île).
Le toponyme rivière à l'Île fait référence à la presqu'île délimitée du côté ouest par la rivière à l'Île et du côté est par la rivière Montmorency. Cette pointe de l'embouchure de la rivière à l'Île comporte une longueur de 0,54 km dans le sens nord-sud. Jadis, elle était considérée comme une île lors des grandes crues. Cette pointe comporte une partie uniforme où le secteur résidentiel de Laval-Nord a été aménagé.
Notons que la rivière à l'Île comporte une autre île d'une longueur de 1,6 km située en aval de la décharge du lac Thibeault. Le chenal de l'Est, contournant cette île comporte deux barrages formant chacun un petit lac de retenue,.
Depuis le 13 décembre 1996, la désignation toponymique rivière à l'Île s'est appliquée aussi au lit d'un cours d'eau qui se trouve à l'est, lequel s'appelait officiellement bras du Nord depuis le 4 février 1982.
Le toponyme rivière à l'Île a été officialisé le 13 décembre 1996 à la Commission de toponymie du Québec.